# Pouillenay
Pouillenay és un municipi francès, situat al departament de la Costa d'Or i a la regió de Borgonya - Franc Comtat. L'any 2007 tenia 547 habitants.

## Demografia

### Població
El 2007 la població de fet de Pouillenay era de 547 persones. Hi havia 240 famílies, de les quals 80 eren unipersonals (28 homes vivint sols i 52 dones vivint soles), 68 parelles sense fills, 76 parelles amb fills i 16 famílies monoparentals amb fills.
La població ha evolucionat segons el següent gràfic:
Habitants censats

### Habitatges
El 2007 hi havia 285 habitatges, 238 eren l'habitatge principal de la família, 17 eren segones residències i 30 estaven desocupats. 270 eren cases i 15 eren apartaments. Dels 238 habitatges principals, 173 estaven ocupats pels seus propietaris, 61 estaven llogats i ocupats pels llogaters i 4 estaven cedits a títol gratuït; 7 tenien dues cambres, 44 en tenien tres, 77 en tenien quatre i 110 en tenien cinc o més. 156 habitatges disposaven pel capbaix d'una plaça de pàrquing. A 118 habitatges hi havia un automòbil i a 95 n'hi havia dos o més.

### Piràmide de població
La piràmide de població per edats i sexe el 2009 era:
| Homes | Edats   | Dones |
| ----- | ------- | ----- |
| 0     | 95 o +  | 0     |
| 0     | 90 a 94 | 0     |
| 4     | 85 a 89 | 0     |
| 0     | 80 a 84 | 12    |
| 8     | 75 a 79 | 20    |
| 20    | 70 a 74 | 20    |
| 8     | 65 a 69 | 4     |
| 4     | 60 a 64 | 24    |
| 4     | 55 a 59 | 8     |
| 12    | 50 a 54 | 12    |
| 20    | 45 a 49 | 20    |
| 36    | 40 a 44 | 32    |
| 20    | 35 a 39 | 12    |
| 16    | 30 a 34 | 16    |
| 12    | 25 a 29 | 32    |
| 16    | 20 a 24 | 12    |
| 24    | 15 a 19 | 12    |
| 36    | 10 a 14 | 12    |
| 12    | 5 a 9   | 20    |
| 12    | 0 a 4   | 12    |

## Economia
El 2007 la població en edat de treballar era de 353 persones, 273 eren actives i 80 eren inactives. De les 273 persones actives 254 estaven ocupades (132 homes i 122 dones) i 19 estaven aturades (8 homes i 11 dones). De les 80 persones inactives 18 estaven jubilades, 34 estaven estudiant i 28 estaven classificades com a «altres inactius».

### Ingressos
El 2009 a Pouillenay hi havia 241 unitats fiscals que integraven 586 persones, la mediana anual d'ingressos fiscals per persona era de 16.151 €.

### Activitats econòmiques
Dels 19 establiments que hi havia el 2007, 1 era d'una empresa extractiva, 2 d'empreses alimentàries, 3 d'empreses de fabricació d'altres productes industrials, 4 d'empreses de construcció, 3 d'empreses de transport, 1 d'una empresa d'hostatgeria i restauració, 1 d'una empresa d'informació i comunicació, 2 d'empreses de serveis i 2 d'empreses classificades com a «altres activitats de serveis».
Dels 6 establiments de servei als particulars que hi havia el 2009, 1 era un paleta, 1 guixaire pintor, 2 lampisteries i 2 perruqueries.
L'únic establiment comercial que hi havia el 2009 era una fleca.
L'any 2000 a Pouillenay hi havia 10 explotacions agrícoles que ocupaven un total de 363 hectàrees.

## Equipaments sanitaris i escolars
El 2009 hi havia una escola elemental integrada dins d'un grup escolar amb les comunes properes formant una escola dispersa.

## Poblacions més properes
El següent diagrama mostra les poblacions més properes.